# Bugle de Genève
Ajuga genevensis
Espèce
La Bugle de Genève (Ajuga genevensis L.) est une espèce de plantes à fleurs de la famille des Lamiacées. C'est une plante herbacée vivace originaire d'Eurasie.

## Dénominations

### Nom scientifique
Ajuga genevensis L. (1753)

### Noms vernaculaires
En français, cette plante est nommée Bugle de Genève. Elle est nommée par les anglophones green ajuga, carpet bugle, geneva bugleweed, blue bugleweed ou encore blue bugle (aux USA).

### Étymologie
« Bugle » vient du latin abigere, déformation populaire de abiga qui signifie "plante qui a le pouvoir de provoquer l’avortement".
« Ajuga » vient du latin a (privatif) + jugum (joug) = corolle sans lèvre supérieure.
« genevensis » vient également du latin et signifie "de Genève".

## Caractéristiques

### Port général
Ajuga genevensis est une herbacée vivace de 10 à 40 cm de hauteur dont la tige est dressée.

### Appareil végétatif

#### Tige
Ajuga genevensis est une herbacée vivace de 10 à 40 cm de haut. La tige est dressée, simple à partir de la souche et poilue [1,4,6–10].

#### Feuilles
Ses feuilles sont opposées et simples, les basilaires sont entières, allongées, obovales ou oblongues et pétiolées. Celles de la tige sont également entières et obovales ou oblongues mais moins allongées et non-pétiolées. Ses feuilles sont à limbe mince, velues sur les deux faces et à bord crénelé ou denté avec un sommet obtus [1,4,6–11].

### Appareil reproducteur

#### Fleur
La fleur est hermaphrodite, de couleur bleu vif, rarement rose avec une absence de pédoncule et mesurant de 12 à 20 mm. Les pétales sont soudés et forment la corolle. Cette corolle est irrégulière, présente des lèvres supérieures très réduites et bilobées ainsi que des lèvres inférieures plus grandes, trilobées (avec le lobe central qui est ''entaillé''). Ces fleurs sont donc bien zygomorphes. On observe la présence de quatre étamines de différentes tailles (deux longues, deux courtes) qui s'ancrent dans la corolle. Le pistil quant à lui est composé d'un style surmonté d'un stigmate bifide. Le calice est quasiment régulier, présente cinq lobes velus en forme de dents [1,4,6–11].

#### Inflorescence
Ses fleurs forment des épis cylindriques feuillés qui sont composés de verticilles séparés par des bractées (qui rétrécissent en taille du bas vers le haut de l'inflorescence). Ces bractées se retrouvent à la base des fleurs et sont sinuées-crénelées ou trilobées et d'ordinaire bleuâtre-violacée [1,4,6–11].

#### Fruit
Le fruit de Ajuga genevensis est akène déhiscent et schizocarpe à quatre sections. Il est poilu et ovoïde, sa taille peut varier de 3 à 8 mm et sa couleur se rapproche du gris-brun [6,7].

### Espèces voisines
Elle ressemble à la bugle rampante (Ajuga reptans L. 1753). Cependant elle s'en distingue  car elle ne se propage pas via des stolons bien qu'elle soit rhizomateuse. Sa tige est à section carrée comme chez toutes les Lamiaceae et celle-ci est entièrement recouverte de poils contrairement à Ajuga reptans qui présente uniquement deux faces poilues[1,4,7,8].

## Taxonomie et classification(s)

### Synonymes
Ajuga alpina L., 1767 
Ajuga astolonosa Schur, 1866 
Ajuga cryptostolon Lagr.-Foss., 1845 
Ajuga genevensis var. glabrifolia Cariot & St.-Lag., 1889 
Ajuga genevensis var. longistyla Cariot & St.-Lag., 1889 
Ajuga interrupta Dulac, 1867 
Ajuga rugosa Host, 1831
Ajuga vulgaris subsp. alpina (L.) Rouy, 1909
Ajuga vulgaris subsp. genevensis (L.) Rouy, 1909 
Bugula alpina Gray, 1821
Bugula alpina (L.) Delarbre, 1800
Bugula genevensis (L.) Crantz, 1766 
Bugula pyramidalis Lam., 1779 
Teucrium genevense (L.) Crantz, 1769

### Sous-espèces
Ajuga genevensis subsp. pyramidalis (L.) Bonnier & Layens
Ajuga genevensis var. glabrifolia Cariot & St.-Lag.
Ajuga genevensis var. knaffii Wolfner

## Écologie

### Région d'origine et régions de naturalisation
A. genevensis se retrouve abondamment en Europe centrale (native de France), en Asie occidentale et boréale mais aussi en Amérique du nord où elle a été introduite [1,4–6].

### Habitat
C’est une plante rudérale dont les habitats types sont les pelouses basophiles médioeuropéennes. Elle se développe facilement sur les talus de voies ferrées, les terres de jachère, jardins, parcs [1,4–6]. Elle est héliophile (besoin de lumière), mésoxérophile (plante qui vit dans des lieux secs mais ne survit pas à des sécheresses extrêmes), neutrocalcicole (se dit d'une plante se rencontrant sur un sol basique, riche en cations échangeables (substrats calcaires, marneux) à neutre) [1,4,10].

### Cycle de vie
Il s'agit d'une plante vivace. La floraison a lieu entre avril et août [1]. 

### Pollinisateurs
A. genevensis est mellifère, elle produit du nectar qui attire les pollinisateurs telles que les abeilles qui avec celui-ci produisent du miel. La bugle a une pollinisation entomogame, c’est-à-dire que le pollen est essentiellement véhiculé par des insectes. La dissémination de ses graines est epizoochore, elles sont transportées par des animaux [6,10].

### Interactions avec d'autres espèces
Le bugle de Genève s’hybride facilement avec des espèces proches telles que la bugle rampante (Ajuga reptans) ou encore la bugle pyramidale (Ajuga pyramidalis).

### Maladies
Les bugles en général sont sensibles à l’oïdium.

## Utilisations
Elle est cultivée par l’homme comme plante ornementale. Ces feuilles ont un goût amer et peuvent se manger en soupe ou en salade.
Elle possède aussi des propriétés médicinales. Elle était surtout utilisée au Moyen Âge contre les hémorragies et les diarrhées. A notre époque elle est encore utilisée en homéopathie pour ses propriétés astringentes, contre les ulcérations buccales ainsi que les angines.  est aussi vulnéraire, nettoie et aide à la cicatrisation des plaies et ulcères. Elle peut aussi s’utiliser en médecine vétérinaire [2,3,9,12,13].
Données d'après : Julve, Ph., 1998 ff. - Baseflor. Index botanique, écologique et chorologique de la flore de France. Version : 23 avril 2004.